# Paracito
Paracito es el cuarto distrito del cantón de Santo Domingo, en la provincia de Heredia, de Costa Rica.

## Toponimia
Corresponde al diminutivo de la localidad vecina de Pará.

## Geografía
Paracito cuenta con un área de 1,27 km² y una altitud media de 1289 m s. n. m.

## Demografía
Para el año 2022, Paracito cuenta con una población estimada de 2567 habitantes, y para el último censo efectuado, en 2011, Paracito contaba con una población de 2231 habitantes.

## Transporte

### Carreteras
Al distrito lo atraviesan las siguientes rutas nacionales de carretera:
- Ruta nacional 220
- Ruta nacional 307
- Ruta nacional 308